# Kapustîn, Starokosteantîniv
Kapustîn (în ucraineană Капустин) este o comună în raionul Starokosteantîniv, regiunea Hmelnîțkîi, Ucraina, formată numai din satul de reședință.

## Demografie
Componența lingvistică a comunei Kapustîn
     Ucraineană (97,48%)
     Rusă (2,24%)
Conform recensământului din 2001, majoritatea populației comunei Kapustîn era vorbitoare de ucraineană (97,48%), existând în minoritate și vorbitori de rusă (2,24%).